# Bye Bye (Trio)
Bye Bye è il secondo album di inediti del gruppo musicale new wave/disco tedesco Trio, pubblicato dall'etichetta discografica Mercury nel 1983.

## Tracce
LP (Mercury 814 511-1)
1. Drei Mann im Doppelbett - 3:30
2. Ich lieb den Rock'n'Roll - 2:05
3. Bye Bye - 3:10
4. Out in the Streets - 3:50
5. Tooralooralooraloo - Is It Old & Is It New - 3:51
6. Boom Boom - 3:23
7. Immer noch einmal - 2:25
8. Wake Up - 2:26
9. Herz ist Trumpf (Dann rufst du an ...) - 3:31
10. Girl, Girl, Girl - 3:27
11. W.W.W. - 3:46
12. Anna - Letmeinletmeout - 2:50

## Classifiche
| Classifica (1983) | Posizione raggiunta |
| ----------------- | ------------------- |
| Svizzera          | 15                  |
| Austria           | 20                  |